# 5427-es mellékút (Magyarország)
Az 5427-es mellékút egy rövid, alig több, mint két kilométeres hosszúságú, négy számjegyű mellékút Csongrád-Csanád vármegye területén; Zsombó és Bordány községeket köti össze.

## Nyomvonala
Zsombó belterületén, a falu központjának déli részén indul, az 5405-ös útból kiágazva, annak az 55+400-as kilométerszelvénye közelében, délnyugati irányban. Települési neve – úgy tűnik – nincs is, és alig több mint száz méter után kilép a lakott területről. Majdnem pontosan egy kilométer teljesítését követően lépi át Bordány határát, ott azonban lakott helyeket nem is nagyon érint, hátralévő szakaszán végig külterületek között húzódik. Úgy is ér véget, beletorkollva az 5408-as útba, annak a 40+200-as kilométerszelvényénél, Bordány központjától bő két kilométernyire keletre.
Teljes hossza, az országos közutak térképes nyilvántartását szolgáló kira.gov.hu adatbázisa szerint 2,221 kilométer.

## Települések az út mentén
- Zsombó
- Bordány